# 久伊豆神社 (越谷市小曽川)
久伊豆神社（ひさいずじんじゃ）は、埼玉県越谷市の神社。

## 歴史
創建年代は不明である。ただ室町時代末期に小曽川村が成立した頃に創建されたものと推測される。「華蔵院」と「西福院」が別当寺であった。両寺は明治初期の神仏分離により、廃寺に追い込まれた。
明治初期、近代社格制度に基づく「村社」に列せられ、1912年（明治45年）の神社合祀により、「天神社」と「道祖神社」が合祀された。なお、天神社の鳥居について、砂原地区との間で争いとなり、綱引きの結果、砂原側が勝ち、砂原久伊豆神社のものになったという。

## 交通アクセス
- 路線バス越谷西高校入口停留所より徒歩1分。